# Elecciones al Parlamento Europeo de 2019 (Eslovenia)
Las elecciones al Parlamento Europeo de 2019 tuvieron lugar en Eslovenia el domingo 26 de mayo de 2019. En estos comicios —parte de las elecciones que se celebraron a lo largo de toda la Unión Europea— se eligieron los 8 diputados de la Eurocámara.

## Modo de escrutinio.
Los ocho diputados europeos eslovenos son elegidos por sufragio universal directo, por los ciudadanos eslovenos y los ciudadanos de la Unión Europea que viven permanentemente en el país y que tengan más de 18 años de edad. El escrutinio tiene lugar en una única circunscripción. Los escaños son atribuidos a los partidos que han obtenido más de 5 % de los votos según el sistema D'Hondt.  

## Contexto

### Partidos políticos y candidatos
| Coalición o partido político | Coalición o partido político                           | Ideología                                                                                   | Resultados 2014 | Cabeza de lista          | Diputados salientes | Diputados salientes |
| Coalición o partido político | Coalición o partido político                           | Ideología                                                                                   | Resultados 2014 | Cabeza de lista          | Cantidad            | Grupo político      |
| ---------------------------- | ------------------------------------------------------ | ------------------------------------------------------------------------------------------- | --------------- | ------------------------ | ------------------- | ------------------- |
|                              | Partido Demócrata Esloveno(SDS)                        | Centro derecha Conservadurismo, conservadurismo liberal, populismo de derecha, eurofilia    | 24,78 %         | Milan Zver               | 3/8                 | PPE                 |
|                              | Partido Popular Esloveno (SLS)                         | Centro derecha Conservadurismo, conservadurismo liberal, populismo de derecha, eurofilia    | 16,60 %         | Milan Zver               | 2/8                 | PPE                 |
|                              | Nueva Eslovenia (NSi)                                  | Centro derecha Democracia cristiana, Conservadurismo social                                 | 16,60 %         | Ljudmila Novak           | 1/8                 | PPE                 |
|                              | Partido Democrático de los Jubilados Eslovenos (DeSUS) | Centro Defensa de los jubilados                                                             | 8,15 %          | Igor Šoltes              | 1/8                 | ALDE                |
|                              | Social demócratas (SD)                                 | Centroizquierda Socialdemocracia, Progresismo                                               | 8,08 %          | Tanja Fajon              | 1/8                 | S&D                 |
|                              | Partido Nacional Esloveno (SNS)                        | Derecha Nacionalismo                                                                        | 4,03 %          | Zmago Jelinčič Plemeniti | 0/8                 |                     |
|                              | La Izquierda (Levica)                                  | Izquierda radical Socialismo democrático, ecosocialismo, anticapitalismeo, Euroescepticismo | Nv.             | Violeta Tomič            | 0/8                 | GUE                 |
|                              | Lista de Marjan Šarec (LMS)                            | Centroizquierda Atrapalotodo, Populismo, Socioliberalismo                                   | Nv.             | Irena Joveva             | 0/8                 |                     |
|                              | Partido de Alenka Bratušek (PAB)                       | Centro Liberalismo económico, Socioliberalismo                                              | Nv.             | Angelika Mlinar          | 0/8                 |                     |
|                              | Partido Moderno del Centro (SMC)                       | Centroizquierda Liberalismo económico, Socioliberalismo                                     | Nv.             | Gregor Perič             | 0/8                 |                     |

### Sondeos / Proyecciones
Fuente: Politico.eu
| Partido | Votos (%) | Escaños | Grupo |
| ------- | --------- | ------- | ----- |
| SDS/SLS | 19.87     | 2/8     | PPE   |
| SD      | 16.26     | 2/8     | S&D   |
| LMS     | 15.8      | 2/8     | ALDE  |
| NSi     | 10.11     | 1/8     | PPE   |
| Levica  | 9.33      | 1/8     | GUE   |
| SNS     | 10.42     | 0/8     | NI    |
| DeSUS   | 5.49      | 0/8     | ALDE  |
| PAB     | 3.79      | 0/8     | ALDE  |
| SMC     | 1.71      | 0/8     | ALDE  |

## Resultados
| Lista | Lista                                               | Grupo | Votos   | %     | Escaños |
| ----- | --------------------------------------------------- | ----- | ------- | ----- | ------- |
|       | Partido Demócrata Esloveno                          | PPE   | 126.534 | 26,25 | 3       |
|       | Partido Popular Esloveno                            | PPE   | 126.534 | 26,25 | 3       |
|       | Social demócratas                                   | S&D   | 89.936  | 18,66 | 2       |
|       | Lista de Marjan Šarec                               | ALDE  | 74.431  | 15,44 | 2       |
|       | Nueva Eslovenia                                     | PPE   | 53.621  | 11,12 | 1       |
|       | La Izquierda                                        | -     | 30.983  | 6,43  | -       |
|       | Partido Democrático de los Pensionados de Eslovenia | -     | 27.329  | 5,67  | -       |
|       | Partido de Alenka Bratušek                          | -     | 19.369  | 4,02  | -       |
|       | Partido Nacional Esloveno                           | -     | 19.347  | 4,01  | -       |
|       | Verdes de Eslovenia                                 | -     | 10.706  | 2,22  | -       |
|       | Liga Patriótica                                     | -     | 8.184   | 1,70  | -       |
|       | Conecta                                             | -     | 7.980   | 1,66  | -       |
|       | Partido Moderno del Centro                          | -     | 7.823   | 1,62  | -       |
|       | Movimiento de la Eslovenia Unida                    | -     | 3.288   | 0,68  | -       |
|       | Dobra Država                                        | -     | 2.544   | 0,53  | -       |
| Total | Total                                               | Total | 482.075 | 100   | 8       |

## Artículos similares
- Elecciones al Parlamento Europeo

- Elecciones al Parlamento Europeo de 2019